# Calle del Dos de Mayo (Valladolid)
La calle del Dos de Mayo es una vía urbana de la ciudad de Valladolid, España.

## Descripción
Aparece descrita en Las calles de Valladolid de Juan Agapito y Revilla de la siguiente manera:

Al realizarse las obras de saneamiento de la ciudad, iniciadas con la desviación de los dos ramales del Esgueva que la cruzaban, se trazó sobre el cauce Sur, entre las calles de Muro y de Panaderos, otra vía amplia, que el Ayuntamiento de 7 de febrero de 1919 acordó se llamase «calle de Joaquín Costa», en recuerdo del jurista Don Joaquín Costa y Martínez, sociólogo, historiador y filósofo, pues por algo ostentaba los títulos de doctor en Derecho y en Filosofía y Letras, autor de numerosas obras, de gran interés algunas, y de frases que los críticos no dejaron de comentar en desprestigio del escritor. Había nacido en la histórica villa de Monzón (Huesca) el 14 de septiembre de 1846 y falleció en Graus (de la misma provincia) el 8 de febrero de 1911.

El 28 de abril de 1937, la Comisión gestora municipal acordó cambiar el título de la calle y ponerle el de «calle del Dos de Mayo», tanto por recordar esa célebre fecha histórica del año 1808, punto inicial de la Guerra de la Independencia, como porque la desembocadura de la calle en la de Panaderos se la llamó algún tiempo «plaza del Dos de Mayo».